# Six (Hawklords)
Six is het zesde studioalbum van de 2008-versie van Hawklords. Het album werd opgenomen in de The Earth Lab en The Music Complex geluidsstudio’s in Londen en de Threecircles Recording Studios in Essex. De muziekstijl van Hawklords loopt ook met dit album parallel aan de muziek van Hawkwind, maar dan die uit de 20e eeuw. De bands bestaan ten tijde van Six al jarenlang naast elkaar. Het album is specifiek op de niche spacerock gericht, een stijl die Hawklords vanaf hun begin hanteert. Dit werd naast als passend gezien ook wel gezien als een beperking; de muziek is geschikt voor de spacerockliefhebber; nieuwe fans zal de band er niet aanboren. Algemene mening binnen die niche was dat het vertrek van Ron Tree (hij had elders bezigheden) de band niet ten goede kwam.
Het album bestaat uit losse stukken, kleine snapshots over personen die de bandleden kennen binnen de toestand in de wereld. Six (werktitel The deep six) vormt het begin van een trilogie over geboorte, leven en dood, aldus Jerry Richards. De speelduur is beperkt tot 45 minuten, omdat het de bedoeling was het album ook op elpee uit te brengen; nummers zullen tijdens concerten middels improvisaties uitgespannen worden. Na de uitgifte van het album ging de band op een Britse tournee.

## Musici
- Harvey Bainbridge – synthesizers, geluidseffecten, zang
- Dave Pearce – drumstel
- Jerry Richards – gitaar, basgitaar, synthesizers, geluidseffecten, zang
- Tom Ashurst – basgitaar

## Muziek
| Nr. | Titel                                       | Duur |
| --- | ------------------------------------------- | ---- |
| 1.  | Ghost in my machine (Richards, Pearce)      | 7:12 |
| 2.  | Mind crime (Richards, Pearce)               | 6:25 |
| 3.  | Base thing (Richards, Pearce)               | 5:06 |
| 4.  | New space (Bainbridge, Richards, Pearce)    | 4:12 |
| 5.  | Nightside (Bainbridge, Richards, Pearce)    | 6:04 |
| 6.  | Whisperer’s downfall (Bainbridge, Richards) | 6:34 |
| 7.  | Los Cavatina (Richards, Bainbridge, Pearce) | 9:23 |